# Comitatul Divide, Dakota de Nord
Comitatul Divide, conform originalului din engleză, Divide County, este unul din cele 56 de comitate ale statului american  Dakota de Nord.  Sediul comitatului, care a fost înființat în 1910 din comitatul Williams, este orașul Crosby, care este totodată și cea mai populată localitate din comitat.GR6
A fost numit pentru a marca divizarea comitatului Williams la a douăzecea sa aniversare (1890 - 1910), care la rândul său, a fost numit pentru a onora pe Erastus Appelman Williams, legislator al statului North Dakota.  Alte două explicații la fel de pertinente sunt marcarea graniții cu Canada, respectiv poziționarea sa geografică la așa-zisa Diviziune continentală (Continental Divide), care separă bazinele marile bazine hidrografice ale apelor curgătoare ce se varsă în Golful Mexic, respectiv în Hudson Bay.

## Economie

### Districte
| - Alexandria - Ambrose - Blooming Prairie - Blooming Valley - Border - Burg - Clinton - Coalfield - Daneville - De Witt - Elkhorn | - Fertile Valley - Fillmore - Frazier - Frederick - Garnet - Gooseneck - Hawkeye - Hayland - Lincoln Valley - Long Creek - Mentor | - Palmer - Plumer - Sioux Trail - Smoky Butte - Stoneview - Troy - Twin Butte - Upland - Westby - Writing Rock |

## Localități

### Orașe
- Ambrose
- Crosby
- Fortuna
- Noonan

## Demografie
|  | Graficele sunt indisponibile din cauza unor probleme tehnice. Mai multe informații se găsesc la Phabricator și la wiki-ul MediaWiki. |

Date: Wikidata - grafică realizată de Wikipedia